# Ismaïl Yıldırım
Ismaïl Yıldırım (Dordrecht, 1 juni 1990) is een Nederlands-Turks voetballer die doorgaans speelt als rechtsbuiten. In januari 2023 verruilde hij VV Capelle voor GSC/ODS.

## Clubcarrière
Yıldırım speelde in de jeugdopleiding van FC Dordrecht, nadat hij was opgepikt bij D.F.C. In 2011 verkaste de rechtsbuiten naar Kozakken Boys, waar hij drie jaar zou spelen. In 2014 werd hij overgenomen door RKC Waalwijk. Hij debuteerde voor de Waalwijkse club op 8 augustus 2014, toen met 3–2 verloren werd van mede-degradant Roda JC. Yıldırım werd negen minuten voor tijd gewisseld voor Philippe van Arnhem. In maart 2015 verlengde de vleugelspeler zijn verbintenis bij RKC met één seizoen en een optie op nog een jaargang.
In de zomer van 2016 maakte Yıldırım de overstap naar het Turkse Boluspor, waar hij zijn handtekening zette onder een tweejarige verbintenis. In februari 2017 werd zijn contract ontbonden. In juni 2017 tekende hij een eenjarig contract bij Menemen Belediyespor, maar in augustus van dat jaar sloot hij aan bij ASWH. Aan het einde van het seizoen 2019/20 maakte hij bekend te gaan vertrekken bij de club. Een maand later besloot hij toch bij ASWH te blijven spelen. Yildirim zou hierop nog een jaar bij ASWH spelen, voor hij overstapte naar VV Capelle. In januari 2023 nam GSC/ODS hem over.

## Clubstatistieken
| Seizoen | Club         | Competitie     | Competitie | Competitie | Beker | Beker | Internationaal | Internationaal | Totaal | Totaal |
| Seizoen | Club         | Competitie     | Wed.       | Dlp.       | Wed.  | Dlp.  | Wed.           | Dlp.           | Wed.   | Dlp.   |
| ------- | ------------ | -------------- | ---------- | ---------- | ----- | ----- | -------------- | -------------- | ------ | ------ |
| 2014/15 | RKC Waalwijk | Eerste divisie | 24         | 0          | 1     | 0     | —              | —              | 25     | 0      |
| 2015/16 | RKC Waalwijk | Eerste divisie | 17         | 4          | 0     | 0     | —              | —              | 17     | 4      |
| 2016/17 | Boluspor     | TFF 1. Lig     | 6          | 0          | 6     | 3     | —              | —              | 12     | 3      |
| Totaal  | Totaal       | Totaal         | 47         | 4          | 7     | 0     | 0              | 0              | 54     | 4      |

Bijgewerkt op 27 mei 2025.